# David Hury
Pour les articles homonymes, voir Hury.
 (mars 2024).
La mise en forme du texte ne suit pas les recommandations de Wikipédia : il faut le « wikifier ».
Les points d'amélioration suivants sont les cas les plus fréquents :
- Les titres sont pré-formatés par le logiciel. Ils ne sont ni en capitales, ni en gras.
- Le texte ne doit pas être écrit en capitales (les noms de famille non plus), ni en gras, ni en italique, ni en « petit »…
- Le gras n'est utilisé que pour surligner le titre de l'article dans l'introduction, une seule fois.
- L'italique est rarement utilisé : mots en langue étrangère, titres d'œuvres, noms de bateaux, etc.
- Les citations ne sont pas en italique mais en corps de texte normal. Elles sont entourées par des guillemets français : « et ».
- Les listes à puces sont à éviter, des paragraphes rédigés étant largement préférés. Les tableaux sont à réserver à la présentation de données structurées (résultats, etc.).
- Les appels de note de bas de page (petits chiffres en exposant, introduits par l'outil «  Source ») sont à placer entre la fin de phrase et le point final[comme ça].
- Les liens internes (vers d'autres articles de Wikipédia) sont à choisir avec parcimonie. Créez des liens vers des articles approfondissant le sujet. Les termes génériques sans rapport avec le sujet sont à éviter, ainsi que les répétitions de liens vers un même terme.
- Les liens externes sont à placer uniquement dans une section « Liens externes », à la fin de l'article. Ces liens sont à choisir avec parcimonie suivant les règles définies. Si un lien sert de source à l'article, son insertion dans le texte est à faire par les notes de bas de page.
- La présentation des références doit suivre les conventions bibliographiques. Il est recommandé d'utiliser les modèles {{Ouvrage}}, {{Chapitre}}, {{Article}}, {{Lien web}} et/ou {{Bibliographie}}. Le mode d'édition visuel peut mettre en forme automatiquement les références.
- Insérer une infobox (cadre d'informations à droite) n'est pas obligatoire pour parachever la mise en page.

Pour une aide détaillée, merci de consulter Aide:Wikification.
Si vous pensez que ces points ont été résolus, vous pouvez retirer ce bandeau et améliorer la mise en forme d'un autre article.
David Hury est un journaliste, photographe et écrivain français, né en 1973 à Paris.

## Biographie

### Carrière professionnelle
Il commence sa carrière professionnelle à Beyrouth au Liban en 1997 où il travaille d'abord pour la presse locale, jusqu'en 2006. À partir du Conflit israélo-libanais de 2006 entre Israël et le Hezbollah (aussi appelé "Guerre de Juillet"), il travaille comme correspondant de presse à Beyrouth pour La Croix, Le Soir, 20 Minutes, Ouest-France, Géo... Parallèlement à son activité de journaliste et de photoreporter, il monte un collectif de photographes, Beirut Prints, et enseigne à l'Académie libanaise des Beaux-Arts (ALBA). Il quitte Beyrouth en 2015 pour se réinstaller à Paris.
Depuis 2016, il travaille comme conseiller éditiorial au sein du cabinet Editorial.Paris, journaliste indépendant, photographe et romancier.

### Carrière littéraire
Il publie son premier livre en 2009 avec la journaliste Nathalie Bontems, Jours tranquilles à Beyrouth, qui retrace les années 2006, 2007 et 2008, entre le Conflit israélo-libanais de 2006 et son arrestation par le Hezbollah lors d'un reportage dans la banlieue-sud de Beyrouth.
Au cours de ses années libanaises, il publie quatre autres livres Beyrouth sur écoute (2011),, 7 jours parmi les anges (2012), The Beirut Book (2014),,, et Samir Müller, l’Odyssée de la Terre (2018). Ces quatre livres sont construits à partir de textes et de photographies de l'auteur. Il fait appel aussi à d'autres contributeurs, comme la designeuse et typographe libanaise Céline Khairallah qui a créé une police de caractère arabe pour The Beirut Book.
À sa réinstallation à Paris, il tente de remettre au goût du jour un genre littéraire inusité depuis le XIXe siècle: le roman illustré, avec Pentes Douces (2017),,,, qui réunit à la fois un roman et 91 photographies noir et blanc.
Entre 2018 et 2023, il travaille sur deux longues enquêtes sur le passé de sa famille, qui ont donné un premier roman paru en 2021: Mustapha s’en va-t-en guerre (2021),,,,. Mustapha s’en va-t-en guerre a été traduit en grec.

En octobre 2021, la journaliste Alexandra Schwartzbrod écrit dans Libération, dans sa critique du roman Mustapha s’en va-t-en guerre: 
«Il y a des héros de roman que l’on souhaiterait ne jamais quitter. On les a vus grandir, nourrir des rêves et des projets, on a tremblé quand ils risquaient leur vie, partagé leurs chagrins d’amour et leurs victoires militaires (ou l’inverse) et il faudrait les abandonner comme ça, à peine la dernière page tournée ? Mustapha est de ceux-là, ou peut-être devrions-nous dire Gustave, ou Marcel. Si cet homme a trois prénoms c’est qu’il a eu trois vies et chacune est une aventure en soi. David Hury les a rassemblées dans Mustapha s’en va-t-en guerre et c’est follement romanesque. Pourtant, Mustapha /Gustave /Marcel a réellement existé.» 
En août 2024, David Hury publie le second roman historique tiré de ses enquêtes sur le passé de sa famille, Sans nouvelles depuis Drancy. L'histoire met en scène sa grand-mère Andrée dans les années 1940-1947, à la suite de l'arrestation par la Gestapo de son mari et de ses enfants.
En janvier 2025, il publie un premier roman noir, Beyrouth Forever,,,,,,, dont l'action se déroule en septembre 2023 dans la capitale libanaise. À travers l'enquête de l'inspecteur Marwan Khalil à la suite de la découverte du cadavre d'une historienne, l'auteur aborde dans ce roman l'impossible écriture de l'Histoire du Liban depuis la fin de la guerre en 1990.

## Œuvres

### Roman noir
- Beyrouth Forever, éd. Liana Levi, 2025  (ISBN 979-1-03491-019-9)

### Romans historiques
- Sans nouvelles depuis Drancy, éd. Riveneuve, 2024  (ISBN 978-2-36013-717-6)
- Mustapha s’en va-t-en guerre, éd. Riveneuve, 2021  (ISBN 978-2-36013-624-7)

### Roman illustré
- Pentes douces, éd. Riveneuve, 2017  (ISBN 978-2-36013447-2)

### Nouvelles illustrées
- Beyrouth sur écoute / Wiretapping Beirut, Amers Editions, 2011  (ISBN 978-9953519050)

### Beaux-livres
- Samir Müller, l’Odyssée de la Terre, éd. USEK, 2018  (ISBN 978-6148007743)
- The Beirut Book, éd. Tamyras, 2014  (ISBN 978-2360860616)

### Sciences humaines
- 7 jours parmi les anges, éd. ALBA/Antoine, 2012  (ISBN 9789953734613)
- Jours tranquilles à Beyrouth, éd. Riveneuve, 2009  (ISBN 9782914214629)